# Callichroma velutinum
Callichroma velutinum là một loài bọ cánh cứng trong họ Cerambycidae.